# 鬼影实录：诅咒
是2014年上映的美国拾得录像体裁超自然恐怖片，由克里斯多福·B·藍登执导、编剧，2014年1月3日在美国上映。影片是《鬼影实录》系列的第五部作品。
影片获得影评人褒贬不一的评价，全球票房达9000万美元。

## 剧情
2012年6月，18岁的高中毕业生杰西·阿里斯塔与父亲塞萨尔、姐姐艾薇特、祖母厄玛一同住在加利福尼亚州奥克斯纳德的公寓里。公寓的下方住着一位名叫安娜·桑切斯的神秘女子，人人相信她是巫师。后来安娜被人谋杀，杰西和好朋友赫克托·埃斯特雷拉发现同班同学奥斯卡·洛佩兹飞快逃离现场。杰西和赫克托调查了巫师的公寓，找到了一些制作黑魔法的物品、几盘录像带、一本可以“打开通往邪恶之地大门”的法术杂志。
杰西、赫克托与好友马里索尔·巴尔加斯按照杂志所写进行了仪式后，杰西的房子出现了灵异现象。一天晚上，三个人通过一场游戏与一个不明人士沟通。杰西发现自己手臂上有一个神秘的咬痕，从而发现他有增强力量、悬空等超能力。在派对上，杰西带一个女孩到安娜家做爱，结果碰到了奥斯卡。奥斯卡的眼睛黑黑的，手臂上也有杰西的咬痕，着实把女孩给吓跑了。奥斯卡认为他们身体里的神秘力量迟早会吞噬他们，到时候他们会残忍杀害所爱之人，之后便逃之夭夭。后来奥斯卡跳楼自杀身亡。
一行人在安娜的房子里发现一扇暗门，找到了里面的女巫祭坛，以及杰西与怀孕母亲安娜、奥斯卡及露易丝的合照。一天晚上，杰西被引诱到暗室，见到了年轻的凯蒂与克里斯蒂，看到两个黑黑的眼睛，之后被一股神秘力量袭击。
变得邪恶的杰西吓到了赫克托与马里索尔，当时两人正和奥斯卡的罪犯哥哥阿图罗见面。阿图罗跟两人说奥斯卡正在联络爱莉·雷伊，雷伊在她的父亲丹尼尔与继母克里斯蒂被占有欲强凯蒂的杀害、同母异父的弟弟被凯蒂绑架后深入研究了邪灵的事情。艾丽告诉他们，杰西已经被世界范围的巫师协会“接引会”（The Midwives）给标记了，而这个组织一直在给女性洗脑，要她们放弃生下的第一个儿子，以此打造一支占有欲强的生力军。爱莉给众人一个地址，说最终的仪式会在那里进行，同时提醒大家一定要赶在仪式结束前抵达，否则恶魔就会完全吞噬杰西，这样杰西就会不复存在。
与此同时，厄玛被杰西推下楼梯，要送到医院治疗。之后杰西袭击了赫克托，马里索尔把杰西打晕。赫克托和马里索尔离开的时候，一辆小货车撞向了他们的车子，货车上的人绑架了杰西。赫克托、马里索尔、阿图罗、桑托（阿图罗的朋友）来到仪式举行的地方，发现那里其实是露易丝一家的房子。在花园里，女巫成员涌向来访的四人，阿图罗朝他们开枪，为赫克托与马里索尔冲进房子里争取时间。赫克托与马里索尔找到了已经身亡的桑托斯，之后马里索尔被杀。随后，赫克托看到形似安娜的人被着魔的杰西追赶。
赫克托逃进一个房间，但门被杰西撞破。情急之下，赫克托打开一扇写有陌生标记的棕色房门，走进了凯蒂和弥迦一家的生活。赫克托看到凯蒂跑进厨房，想要叫她，但没有叫到。凯蒂转头看到赫克托，大声尖叫，叫声把弥迦引了过来。弥迦以为赫克托是入侵者，想要对付他，但被凯蒂用厨房的刀狠狠地刺死。回到现在，杰西袭击了赫克托，赫克托摔了自己的相机、没过多久，一位接引会成员关掉了相机。

## 阵容
- 安德鲁·雅各布斯（Andrew Jacobs）饰 杰西·阿里斯塔（Jesse Arista）
- 豪尔赫·迪亚兹（英语：Jorge Diaz (actor)） 饰 赫克托·埃斯特雷拉（Hector Estrella）
- 加布里埃尔·沃尔什（英语：Gabrielle Walsh） 饰 马里索尔·瓦尔加斯（Marisol Vargas）
- 蕾妮·维克多（英语：Renée Victor） 饰 厄玛·阿里斯塔（Irma Arista）
- 诺埃米·冈萨雷斯（英语：Noemi Gonzalez） 饰 艾薇特·阿里斯塔（Evette Arista）
- 大卫·索塞多（David Saucedo）饰 塞萨尔·阿里斯塔（Cesar Arista）
- 格洛丽亚·桑多瓦尔（Gloria Sandoval）饰 安娜·桑切斯（Ana Sanchez）
- 理查德·卡布拉尔（英语：Richard Cabral） 饰 阿图罗·洛佩兹（Arturo Lopez）
- 卡洛斯·普拉茨（Carlos Pratts）饰 奥斯卡·洛佩兹（Oscar Lopez）
- 胡安·瓦斯克斯（Juan Vasquez）饰 桑托（Santo）
- 戴尔·海登赖希（Dale Heidenreich）饰 路易斯·埃斯特雷拉（Luis Estrella）
- 莫莉·以法莲（英语：Molly Ephraim） 饰 爱莉·雷伊（Ali Rey）
- 凱蒂·費瑟史東 饰 凯蒂（Katie）
  - 克洛伊·森格瑞（英语：Chloe Csengery） 饰 年轻的凯蒂
- 弥迦·斯洛特（英语：Micah Sloat） 饰 弥迦（Micah）
- 杰西卡·泰勒·布朗（Jessica Tyler Brown）饰 年轻的克里斯蒂
- 哈莉·富特（英语：Hallie Foote） 饰 奶奶露易丝（Lois）

## 制作
2012年4月，影片宣布于2012年6月上映。先导预告片于《灵动：鬼影实录4》以片尾彩蛋的形式公开。尽管影片面向拉美市场，但只有少部分对白是西班牙语。《恐怖社區》与《鬼影实录》前三部编剧克里斯多福·B·藍登担任影片导演兼编剧。兰登表示影片是系列的姊妹篇，不属于续作、前传或重启作。影片保留午夜系列的拾得录像风格。
拍摄工作于7月结束，此前制片人傑森·布倫确认摄制工作几近完成。影片上映档期随之从2013年10月25日推迟到2014年1月3日之间。

## 发行

### 院线
影片于2014年1月3日在北美与墨西哥院线上映。上映日期因为制作原因推迟到1月。

### 家用媒体
2014年4月8日，影片的未删减版以DVD、蓝光与数码HD的方式发行。未删减版增加17分钟的画面。2014年5月7日，影片DVD在匈牙利发行。

## 反响

### 票房
尽管外界预测影片上映首周末会空降票房榜第一，实际排名落后于上映已七个礼拜的《冰雪奇缘》，北美票房为18,343,611美元。
到下线的时候，影片北美票房3250万美元，海外票房5840万美元，全球共计9090万美元。

### 专业评价
汇总媒体烂番茄根据83条评论打出39%的腐烂度，平均得分4.7/10。网站共识写道：“《鬼影实录：诅咒》用设定上的改变为系列注入了新活力，但没有提供作为系列第五作应有的刺激感。”Metacritic收录19条评论，打出42/100的平均得分，表示“褒贬不一或口碑平平”。
影评人赞扬设定与基调的转变。《洛杉矶时报》的马克·奥尔森（Mark Olsen）认为“感觉像是全新开始”。《综艺》影评人安德鲁·巴克（Andrew Barker）对影片的多元化及幽默感表示欢迎。《時代雜誌》的理查德·科利斯表示认同，认为影片“提供感觉熟悉的廉价刺激感，但有点拖沓”。《电影杂志》的影评人伊登·卡塞达（Eden Caceda）赞扬影片的幽默及动作戏份，但认为“缺乏超越一般水平恐怖片应具备的令人难忘的恐惧感”。
IGN的埃里克·戈德曼（Eric Goldman）认为影片是系列“又是一个愉快的篇章”。HorrorNews.net赞扬主角表现，认为影片安排几对吸引人的好朋友当主角，为观众带来了可以支持、关心、担忧的演出阵容，而这些演员很好地剧情与整个系列。
血腥恶心的埃文·迪克森（Evan Dickson）是第一位对影片发表看法的影评人，打出了4/5的高分。他认为影片用拾得录像带来的雄心呈现了一部有趣、吓人、优秀的作品，可能是整个系列第一部看起来非常真实的作品。他认为影片可以和《超自然现象3》并驾齐驱。

## 续集
续集《鬼入鏡：鬼界》于2015年10月23日上映，采用3D电影形式。